# Sákis Rouvás
Anastásios « Sákis » Rouvás (en grec Αναστάσιος «Σάκης» Ρουβάς), né le 5 janvier 1972 sur l'île de Corfou en Grèce, est un chanteur, athlète, acteur et mannequin grec. Entre 1991 et 2009, ses ventes de disques sont estimées à deux millions d'albums,.

## Biographie
La musique devient très vite une composante essentielle de la vie de Sákis Rouvás. À l'école, il fait déjà impression, en jouant des reprises de tubes devant ses camarades. Il pratique également la gymnastique et le saut à la perche, faisant partie de la sélection olympique grecque. En 1991, il est remarqué à Athènes par Polygram, qui lui propose un contrat.
Son premier succès s'intitule Πάρ’ τα (Par’ ta). Quelques mois plus tard sort un premier album éponyme qui, à la suite de quelques concerts, le propulse au sommet des charts grecs. En 1997, la société Disney le choisit pour interpréter la bande son du dessin animé Le Bossu de Notre-Dame (The Hunchback of Notre-Dame) en grec. Le sixième opus de Sákis Rouvás paraît en 1998 et devient disque d'or en quelques semaines, de même que son septième album, Εικοστός πρώτος Ακατάλληλος (Ikostós prótos Akatállilos). Il revient en 2002 avec un single intitulé Disco Girl, produit par Desmond Child et mixé par Marc Olivier DJ, qui annonce un huitième album. Celui-ci, intitulé Όλα καλά (Ola kala), paraît en juillet 2002. C’est avec ce titre que les Français le découvrent. L'album Όλα καλά est réédité en 2003, avec une reprise de Mike Brant en français, Dis-lui.
En 2004, Sákis est sélectionné pour représenter son pays au Concours Eurovision de la chanson avec une chanson très rythmée, Shake It. Sa prestation lui permet de se faire connaître du public européen, puisqu'il est classé 3e au concours de l'Eurovision. Produit par Desmond Child, l'album Όλα καλά s'exporte la même année en Allemagne. La même année, il participe à la cérémonie de clôture des Jeux olympiques d'Athènes.
Sákis Rouvás a présenté le 51e Concours Eurovision de la chanson en 2006 en direct d'Athènes avec Maria Menounos.
Sákis représente à nouveau la Grèce au Concours Eurovision de la chanson 2009 à Moscou avec la chanson «This is our night». Qualifié en finale, il finit à la 7e place du concours.

## Vie privée
Sákis Rouvás a une petite fille née en novembre 2008 avec la top model grecque, Katia Zygouli,.

## Discographie
- 1991 : Πάρ’ τα (Pár’ ta)
- 1992 : Μην αντιστέκεσαι (Min antistékese)
- 1993 : Για σένα (Ya séna)
- 1994 : Αίμα, δάκρυα και ιδρώτας (Éma, dákrya ke idrótas)
- 1996 : Τώρα αρχίζουν τα δύσκολα (Tóra archízoun ta dýskola)
- 1997 : Le Bossu de Notre-Dame (version grecque)
- 1998 : Κάτι από μένα (Káti apó ména)
- 2000 : 21ος Ακατάλληλος (Ikostós prótos Akatállilos)
- 2002 : Όλα καλά (Óla kalá)
- 2003 :
  - Όλα καλά (réédition française)
  - Feelings (single)
  - Dis-lui (single)
  - Το χρόνο σταματάω (To chróno stamatáo)
  - Remixes
- 2004 : Shake It (single)
- 2005 : Σ’ έχω ερωτευθεί (S’ ékho erotefthí)
- 2006 : Live Ballads
- 2007 :
  - Υπάρχει αγάπη εδώ (Ypárchi agápi edó)
  - This is my Live
- 2008 : Ήρθες
- 2010 : Παράφορα
- 2013 : See (single) Sirusho
- 2015 : Ηρακλής - Οι 12 Άθλοι
- 2021 : Στα Καλύτερα Μου

## Filmographie
- 2007 : Alter ego
- 2009 : Duress
- 2015 : Chevalier